# Melania Trump
Melania Trump (născută Melanija Knavs, germanizat Melania Knauss, n. 26 aprilie 1970, Novo mesto, RSF Iugoslavia) este un designer de bijuterii și ceasuri, fost model și femeie de afaceri americană de origine slovenă, fiind actuala Primă Doamnă a Statelor Unite ale Americii. Aceasta a mai deținut funcția în primul mandat de președinte al soțului ei, Donald Trump, din 2017 până în 2021. Născută în Iugoslavia (acum Slovenia), ea a devenit rezident permanent al Statelor Unite în 2001 și cetățean în 2006.

## Viața timpurie
Knauss s-a născut în Novo Mesto în sud-estul Sloveniei (pe atunci parte a Iugoslaviei) pe 26 aprilie 1970. Tatăl ei, Viktor Knavs, care a fost comerciant de mașini și motociclete la o firmă deținută de stat  și a fost un membru al Partidului Sloven Comunist, a venit dintr-un oraș din apropiere de Radeche. Mama ei, Amalija Ulčnik, a venit din satul Raka și a fost un confecționer la fabrica de  îmbrăcăminte pentru copii Jutranjka în Sevnica. Melania are o soră mai mare, Ines, și un  frate vitreg mai mare din realția anterioară a tatălui ei, pe care ea nu l-a întâlnit niciodată.
Knauss a crescut într-un apartament modest dintr-un bloc de locuințe din beton în Sevnica, Slovenia în depresiunea Sava. Atunci când era adolescentă familia s-a mutat într-o casă cu două etaje de lângă Sevnica, iar ea a locuit intr-un apartament mare în Ljubljana. A început cariera de model la vârsta de 16 ani și de la vârsta de 17 ani a pozat pentru fotograful sloven de modă Stane Jerko. La 18 ani a semnat cu o agenție de modeling din Milano, Italia. A fost numită runner-up în 1992, în revista Jana Revista, "Look of the year", concurs ce a avut loc în Ljubljana, care a promis primilor trei clasați un contract international de modeling. Vorbește slovenă, engleză, franceză, germană, sârbo-croată.

## Cariera

### Cariera de model
Knauss a studiat design la Liceul de Design din Ljubljana, capitala Sloveniei, și arhitectura la Universitatea din Ljubljana, dar a renunțat după primul an. Apoi a muncit ca model pentru case de modă din Milan și Paris, Franța, iar după aceea s-a mutat în New York în 1996, cu un contract negociat de afaceristul Italian Paolo Zampolli. A lucrat cu fotografii Helmut Newton, Patrick Demarchelier și Mario Testino, și a apărut pe paginile Harper's Bazaar (Bulgaria), Ocean Drive, In Style Weddings, New York Magazine, Avenue, Allure, Vanity Fair (Italy) și Vogue (până la căsătoria cu Trump), Self, Glamour, GQ (U.K.), Elleand FHM. De asemenea, a fost model de bikini în 2000 pentru Sports Illustrated Swimsuit Issue. Ca model, a lucrat pentru multe agenții cunoscute , inclusiv cea a lui Donald Trump, Trump Model Management.

### Cariera înainte de căsătorie
În anul 2000, Knauss a apărut alături de Trump în timp ce el era în campanie pentru obținerea nominalizării pentru candidatura la președinție la alegerile din 2000 din partea Partidului Reformei și, câțiva ani mai târziu, ea a apărut într-o reclamă la asigurări pentru Aflac în care ea și mascota Aflac , o rață, jucată de actorul de comedie Gilbert Gottfried, și-au schimbat personalitatea prin intermediul unui experiment nebun Frankenstein.

### Munca de caritate
A fost asociată la diverse evenimente de caritate, inclusiv la San Cancer Research Foundation. A fost director pentru Martha Graham Dance Company în aprilie 2005; este un membru activ al Ligii de Atletism a Poliției și a fost onorată cu titlul Femeia Anului 2006; a fost director la un club din New York, timp de cinci ani consecutivi; în 2005, Crucea Roșie Americană i-a acordat titlul de Ambasador al Bunăvoinței. În 2008, a sunat clopoțelul de închidere la NASDAQ pentru a comemora cea de-a Cincea Zi Națională, Iubim Ziua Copiilor Noștri și începutul Lunii Naționale de Prevenire a Abuzului.

## Căsătoria cu Donald Trump
După mutarea la New York în 1996, Knauss l-a întâlnit pe Donald Trump la petrecerea Săptămâna Modei în New York, în septembrie 1998, în timp ce el era încă însurat cu (dar separat de) Marla Maples; Trump a participat la eveniment cu o altă femeie, Celina Midelfart și Knauss a refuzat inițial să ii dea lui Trump numărul ei de telefon. Knauss a rupt relația la scurt timp după ce a început, dar cei doi s-au împăcat după câteva luni. Deși Knauss s-a mutat în Turnul Trump și au început să cumpere mobilier de la Sotheby 's pentru apartament, ea a menținut un apartament separat înainte de căsătoria lor. Relația Lor a atras atenția după 1999, printr-un interviu acordat pentru Howard Stern Show și publicitate suplimentară după anul 2004, de la lansarea reality show-ului de televiziune al lui Trump, The Apprentice. Donald Trump și-a confirmat relația de lungă durată în 2005: "Noi nu am avut vreo ceartă, uităm de cuvântul "a combate"... Suntem foarte compatibili. Ne înțelegem."
După ce s-au logodit în 2004, Donald Trump și Melania Knauss s-au căsătorit pe 22 ianuarie 2005, la Biserica Episcopală din Bethesda-by-the-Sea din Palm Beach, Florida, urmată de o recepție în 17,000 mp.-ft. la sala de baluri Trump Mar-a-Lago estate.
La eveniment au participat personalități cum ar fi Katie Couric, Matt Lauer, Rudy Giuliani, Heidi Klum, Star Jones, P. Diddy, Shaquille O ' Neal, Barbara Walters, Conrad Black, Regis Philbin, Simon Cowell, Kelly Ripa, ex-senatorul Hillary Clinton, și fostul președinte Bill Clinton. La recepție, Billy Joel a cântat pentru mulțime  "Așa Cum Ești" și a scris noi versuri despre Trump: "Doamna Este un Trump".
Detaliile despre ceremonia de nuntă si recepție au fost pe larg relevate de mass-media. Melania a purtat o rochie de $200,000 făcută de John Galliano de la casa de modă Christian Dior. Tortul a avut 50 kg de portocale Grand Marnier trufe de ciocolată, cu un Grand Marnier umplut cu cremă și acoperite cu 3.000 de trandafiri creați de bucătarul-șef de la Mar-a-Lago.
În 2006, Melania a dat naștere unui fiu, numit Barron William Trump. Donald a sugerat numele lui și Melania numele său mijlociu. Ca un copil, Barron, potrivit surselor a avut propria cameră în apartament, în Trump Tower din Manhattan, dar de multe ori a dormit într-un pat de copil în dormitorul părinților. El juca golf cu tatăl său și este, de asemenea, vorbitor fluent în limba slovenă. De asemenea, el vorbește franceză. El este făcut pentru a purta costum și cravată, iar Melania îl poreclea  "Mini-Donald".
Melania și Donald sunt adesea văzuți și fotografiați împreună la evenimente și receptii din New York. Omul de televiziune Barbara Walters a fost impresionată de inteligența Melaniei, atunci când ea a întâlnit-o, a spus: "Poate pentru că e atât de frumoasă, nu ne așteptăm ca ea să fie la fel de inteligentă."
În 2015, întrebată despre campania prezidențială a soțului, Melania a spus, "Eu l-am încurajat pentru că știu ce va face și ce poate face pentru America. El iubește poporul american și vrea să-l ajute." Când a fost întrebată de către New York Times care ar fi rolul ei în cazul în care Trump va deveni președinte, Melania a răspuns: "Aș fi foarte tradițională. Ca Betty Ford sau Jackie Kennedy. L-aș sprijini."
În timpul campaniei prezidențiale din 2016 a lui Donald Trump, un om care era împotriva candidaturii lui Trump a publicat un anunț de atac cu o fotografie nud cu Melania, care a fost publicată în anul 2000 în revista foto Britanice GQ . Fotografia o arată pe ea, încătușată de o servietă, întinsă pe o pătură de blană la bordul avionului privat a lui Donald Trump.

## Legături externe
- Site oficial
- Melania Trump la Fashion Model Directory
- Melania Trump la Internet Movie Database
- Apariții pe C-SPAN